# Eray Ataseven
Eray Ataseven (Kocaeli, 29 giugno 1993) è un calciatore turco, centrocampista del Manisaspor.

## Palmarès

### Club

#### Competizioni nazionali
- Coppa di Turchia: 1

Akhisar Belediyespor: 2017-2018
- Supercoppa di Turchia: 1

Akhisar Belediyespor: 2018